# スカイバード交通情報
スカイバード交通情報（スカイバードこうつうじょうほう）は、ラジオ関西が2000年10月に始めた、新しい感覚の交通情報である。上空から伝える形式を取っている。
ヘリコプター運行会社の都合で一時この放送は中断されたが、2004年に平日（月曜から金曜）午前中に限って放送が再開された。
2005年4月より、交通情報だけでなく事件・イベント情報を上空から伝える、「スカイバードインフォメーション」として生まれ変わった。また放送日も毎日（月曜から日曜）、ラジオ関西のワイド番組の時間帯に合わせて放送されるようになった。
2005年4月25日に起きたJR福知山線脱線事故の際も、現地からの中継をおこなった。